# Protaetia boudanti
Protaetia boudanti är en skalbaggsart som beskrevs av Arnaud 1992. Protaetia boudanti ingår i släktet Protaetia och familjen Cetoniidae. Inga underarter finns listade i Catalogue of Life.